# Liste der Bodendenkmäler im Esterholz (gemeindefreies Gebiet)
Auf dieser Seite sind die Bodendenkmäler in dem schwäbischen gemeindefreien Gebiet Esterholz zusammengestellt. Diese Tabelle ist eine Teilliste der Liste der Bodendenkmäler in Bayern. Grundlage ist die Bayerische Denkmalliste, die auf Basis des Bayerischen Denkmalschutzgesetzes vom 1. Oktober 1973 erstmals erstellt wurde und seither durch das Bayerische Landesamt für Denkmalpflege geführt wird. Die folgenden Angaben ersetzen nicht die rechtsverbindliche Auskunft der Denkmalschutzbehörde.

## Bodendenkmäler im Esterholz
| Lage       | Objekt                                                                        | Akten-Nr.     | Bild |
| ---------- | ----------------------------------------------------------------------------- | ------------- | ---- |
| (Standort) | Grabhügel der Hallstattzeit mit Nachbestattungen der Latènezeit.              | D-7-7332-0006 |      |
| (Standort) | Befestigung vor- und frühgeschichtlicher oder mittelalterlicher Zeitstellung. | D-7-7332-0008 |      |
| (Standort) | Grabhügel vorgeschichtlicher Zeitstellung.                                    | D-7-7332-0009 |      |